# 1456 Saldanha
1456 Saldanha eller 1937 NG är en asteroid i huvudbältet som upptäcktes 2 juli 1937 av den sydafrikanske astronomen Cyril V. Jackson i Johannesburg. Den har fått sitt namn efter Saldanha Bay i Sydafrika.
Asteroiden har en diameter på ungefär 37 kilometer.